# De Tovenares: De geheimen van de onsterfelijke Nicolas Flamel
De Tovenares: De geheimen van de onsterfelijke Nicolas Flamel (Engels: The Sorceress: The Secrets of the Immortal Nicholas Flamel) is het derde boek in de zesdelige fantasy/avonturenserie De geheimen van de onsterfelijke Nicolas Flamel van de Ierse schrijver Michael Scott. Het Engelse origineel van dit deel is gepubliceerd in mei 2009. De Nederlandse vertaling is van de hand van Henny van Gulik en verscheen in november 2009.

## Korte inhoud
Nicolas Flamel, Josh en Sophie Newman zijn aangekomen in Londen, de stad van John Dee. Ze moeten hier iemand vinden die hen inwijdt in de watermagie. Maar wie? Bovendien zitten Dee en zijn Alouden hen achterna, dus ze moeten op hun tellen letten. Josh vertrouwt nog steeds Flamel niet en wordt heen en weer geslingerd tussen Dee en Flamel – wie moet hij geloven? En zal diegene die hem en zijn zus inwijdt wel te vertrouwen zijn? Want dat is Gilgamesj de Koning, van wie gezegd wordt dat hij krankzinnig is – volgens Flamel dacht de Koning zelfs dat hij hem wilde vermoorden toen ze elkaar voor het laatst zagen...
Ondertussen komt Dee zelf ook in het nauw te zitten. Zijn meesters zijn ontevreden over hem – en als hij wil blijven leven, zal hij alles op alles moeten zetten om Nicolas, Josh en Sophie te pakken te krijgen...
Tezelfdertijd krijgt Niccolò Machiavelli opdracht om naar San Francisco te reizen. Daar wacht hem een andere onsterfelijke: Billy the Kid. Samen moeten ze proberen Madame Perenelle op Alcatraz te houden...
En op Alcatraz is het Perenelle Flamel uiteindelijk gelukt om uit de cel te geraken – maar dat betekent niet dat ze veilig is. Samen met twee zeer onwaarschijnlijke helpsters moet ze de strijd aanbinden...

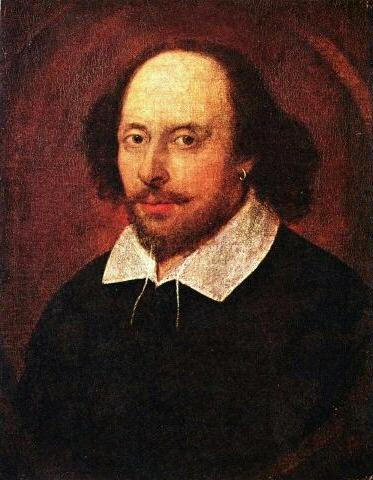
William Shakespeare

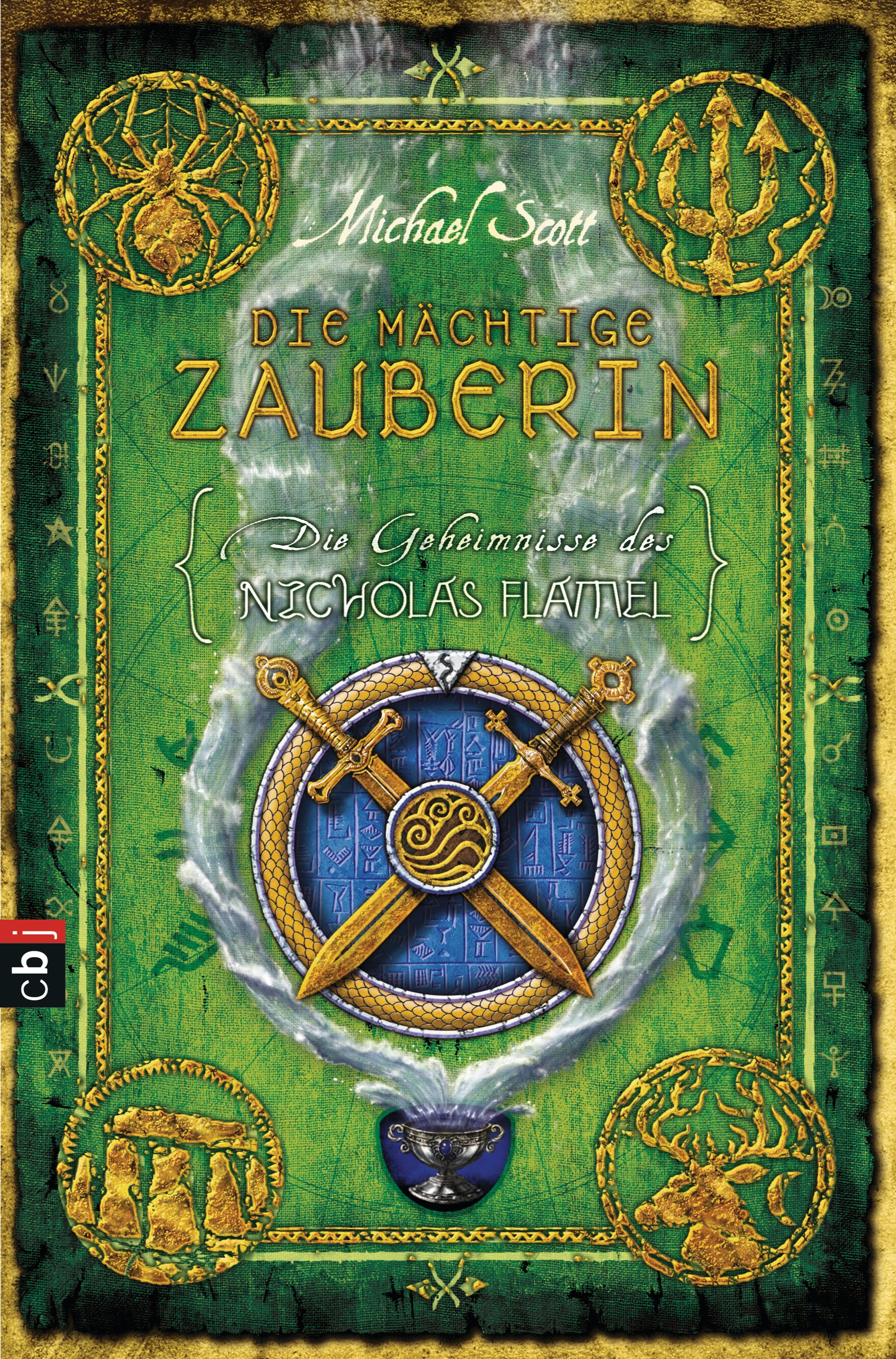
Boekomslag van de Duitse editie

## Nieuwe personages
- Palamedes – Hij is een onsterfelijke Saraceense ridder. Zijn aura is donkergroen en ruikt naar knoflookteentjes.
- William Shakespeare – Zijn aura is geel en ruikt naar citroen.
- Billy the Kid – Echte naam is "Henry McCarthy". Zijn aura is donkerpaars-rood en ruikt naar cayennepeper.
- Gilgamesj de Koning – De oudste onsterfelijke mens. Gilgamesj kent alle magie maar kan deze niet gebruiken doordat hij geen aura heeft.
- Cernunnos – De gehoornde god.
- Nereus – "De oude man van de zee".
- Genii Cucullati – Vleeseters die van vorm veranderen.
- Gabriel Hounds – Ook wel bekend als "Torc madra" en als "Ratchets".